# Astra Cosmetic
Astra Cosmetic (вимовляється Астра Косметик) — одна з найпотужніших фабрик косметики на ринку України. Центральний офіс та лабораторія знаходяться в місті Київ, Україна. Виробничі потужності знаходяться у місті Кропивницький, Україна.

## Діяльність
Фабрика була заснована 3 червня 1995 року у Києві, Україна. Astra Cosmetic стала однією з перших в Україні фабрик з виготовлення косметики.  
Виробничий комплекс налічує 6 цехів загальною площею 5 тис. м2. Обсяг виробництва готової продукції до 1,5 млн одиниць на місяць.
У 2010-му компанія створила власний R&D-відділ (експериментально-виробничу лабораторію), який оснащений сучасним сертифікованим обладнанням європейського рівня, що дає можливість кваліфікованим спеціалістам розробляти нові рецептури будь-якої складності.
Astra Cosmetic працює з сировиною від всесвітньо відомих фірм виробників, яка сертифікована за міжнародними стандартами ISO та GMP.
У 2018 році Astra Cosmetic успішно пройшла сертифікацію і підтвердила свою відповідність принципам і правилам належної виробничої практики в Європі і загальновизнаному в світі системі управління якістю GMP, що дозволило вийти виробництву на новий рівень. Того ж року компанія отримала міжнародний сертифікат контролю менеджменту якості ISO 9001.

В 2020 компанія розпочала власне виробництво тари для парфюмерно-косметичної продукції. В 2021 - розширення виробничих потужностей, розпочато будівництво нового заводу. 
Наразі, Astra Cosmetic перша українська компанія, що надає повний цикл послуг з розробки, виробництва й пакування косметичної продукції. 
Виробництво забезпечує косметичною продукцією такі бренди, як: Colour Intense, Lovit, GlamBee, LCF, JL, Golden, Hedonic, Girlwood, Nika Zemlyanikina, Tina Karol.
Учасники таких виставок: 
InterCHARM Ukraine 2005, 2006, 2008, 2009, 2011-2013, 2015-2018, 2020, 2021, 2024
Cosmetics Ukraine 2017 і 2018 International Forum
PRO Beauty Expo 2024
SuluExpo Kazakhstan 2013
Cosmoprof Worldwide Bologna 2024, 2025
Beauty Istanbul 2024

## Виробничі можливості
Компанія займається розробкою ексклюзивних рецептур, тестування готових рецептур, розлив сировини, а також повне обслуговування замовника від дизайну до виробництва готового приватного бренду.
Напрямок роботи: декоративна косметика (косметичні засоби для очей, губ, обличчя), нігтьова естетика (лак, гель-лак, догляд за нігтями), косметичні доглядові засоби для догляду за шкірою обличчя й тіла (скраби, креми, лосьйони), та волоссям (шампуні, бальзами, продукція для бороди), парфумерія (туалетні води, парфумовані води, місти) і тд.
Серед послуг, що надає фірма: 
- Розробка нових рецептур
- Виготовлення сировини
- За потреби послуги сертифікації продукції
- Створення дизайну та замовлення поліграфії
- Виробнича лінія туб, наповнення
- Виробнича лінія білої косметики, антисептиків
- Виробництво декоративної косметики автоматичними лініями
- Дозатори для розливу лакової групи, гель лакової групи
- Власне виробництво ПЕТ тари
- Порошкова покраска скла
- Друк пластик, скло, картон — гарячого тиснення фольгою (хот стемпінг), шовкографія, тампонний друк (тамподрук)

## Власники і керівництво
Засновником є український підприємець Кузьменко Руслан Іванович, також голова правління Асоціації «Парфумерія та Косметика України». 

## Нагороди
2017 — золота медаль номінації «За експертний підхід в створенні якісної української косметики та вагомий внесок в імідж національного виробництва» від міжнародної виставки індустрії краси InterCHARM.